# Martin Major
Martin Major (* 26. září 1979 Olomouc) je český politik a právník, od října 2021 poslanec Poslanecké sněmovny PČR, v letech 2004 až 2008 zastupitel Olomouckého kraje, od roku 2002 zastupitel a od března do listopadu 2014 i primátor Olomouce (v letech 2014 až 2022 také 1. náměstek primátora), člen ODS.

## Život
Po absolvování prvního stupně základní školy v Olomouci (1986 až 1991) byl přijat na osmileté Slovanské gymnázium v Olomouci (1991 až 1999), kde byl mimo jiné studentem česko-francouzské sekce. Vysokoškolské vzdělání v oboru právo získal v letech 1999 až 2004 na Právnické fakultě Univerzity Palackého v Olomouci. Titul doktora práv získal v roce 2007 na Fakultě právnické Západočeské univerzity. V letech 2012 až 2013 pak ještě absolvoval veřejnou správu na Central European Management Institut.
Od roku 1998 soukromě podniká a od roku 2004 působí jako advokátní koncipient v olomoucké advokátní kanceláři AK Procházka.
I vzhledem k zisku mandátu zastupitele města Olomouce a zastupitele Olomouckého kraje byl či je členem statutárních orgánů několika společností. Jedná se například o funkce člena dozorčí rady Správy nemovitostí Olomouc, a.s. (2002 až 2006); člena představenstva SK Sigma Olomouc, a.s. (od 2002); předsedy dozorčí rady Nemocnice Olomouckého kraje, a.s. (2005 až 2008); člena představenstva Aquapark Olomouc, a.s. (2008 až 2010) a člena představenstva Lesy města Olomouce, a.s. (2010).
V roce 2007 se také angažoval jako předseda dozorčí rady obecně prospěšné společnosti Vysoká škola logistiky a v letech 2006 až 2010 byl členem správní rady Nadačního fondu Dalkia Česká republika.
Martin Major je rozvedený a má syna Martina (* 2009). Žije v Olomouci, konkrétně v městské čtvrti Nová Ulice.

## Politické působení
Je členem ODS, v níž působí i jako místopředseda Oblastního sdružení ODS Olomouc a jako místopředseda Místního sdružení ODS Olomouc-město.
Do politiky vstoupil, když byl v komunálních volbách v roce 2002 zvolen za ODS do Zastupitelstva města Olomouce. Následně se stal členem Kontrolního výboru, Bytové komise, Komise pro prodej domů z majetku města a Majetkoprávní komise. Mandát zastupitele města obhájil v komunálních volbách v roce 2006. Zároveň byl zvolen náměstkem primátora, do jehož agendy spadá odbor investic a odbor majetkoprávní. Uspěl i v komunálních volbách v roce 2010 a opět se stal náměstkem primátora. Dne 1. března 2014 byl zvolen primátorem statutárního města Olomouc poté, co na funkci rezignoval dosavadní primátor Martin Novotný (ten se v říjnu 2013 stal poslancem Poslanecké sněmovny PČR a nechtěl vykonávat obě funkce najednou).
V krajských volbách v roce 2004 kandidoval za ODS do Zastupitelstva Olomouckého kraje a uspěl. V krajských volbách v roce 2008 se mu nepodařilo jen těsně mandát krajského zastupitele obhájit (stal se prvním náhradníkem).
V komunálních volbách v roce 2014 vedl kandidátku ODS do Zastupitelstva města Olomouce a obhájil post zastupitele města. Vzhledem ke konečnému 3. místu pro ODS (11,05 % hlasů, 5 mandátů) sice neobhájil post primátora, ale dne 10. listopadu 2014 byl zvolen 1. náměstkem primátora města Olomouce. V komunálních volbách v roce 2018 kandidoval do zastupitelstva Olomouce jako lídr kandidátky ODS. Mandát zastupitele města se mu podařilo obhájit. Dne 5. listopadu 2018 byl zvolen náměstkem primátora. V komunálních volbách v roce 2022 kandidoval do zastupitelstva Olomouce ze 7. místa kandidátky subjektu SPOLU (tj. ODS, KDU-ČSL a TOP 09). Mandát zastupitele města se mu podařilo obhájit, náměstkem primátora však již zvolen nebyl.
Ve volbách do Poslanecké sněmovny PČR v roce 2021 kandidoval z pozice člena ODS na 2. místě kandidátky koalice SPOLU (tj. ODS, KDU-ČSL a TOP 09) v Olomouckém kraji a byl zvolen poslancem.
Ve volbách do Poslanecké sněmovny PČR v roce 2025 kandiduje z pozice člena ODS na 3. místě kandidátky koalice SPOLU (tj. ODS, KDU-ČSL a TOP 09) v Olomouckém kraji.